# Двохсотлітня людина (фільм)
«Двохсотлітня людина» (англ. Bicentennial Man) — американський сімейний фільм 1999 року, фантастична мелодрама. Прем'єра відбулася 13 грудня 1999 року. Стрічку зняли за оповіданням Айзека Азімова «Двохсотрічна людина», написаним у 1976 р.

## Сюжет
На початку нового тисячоліття стався прорив у глобальних технологіях. Люди вже не тримають вдома кішок і собак, вони заводять собі роботів. Так чинить і Річард Мартін (Сем Нілл). Він купує незвичний подарунок — нового робота NDR-114 (Ен-Ді-Ер-114) (Робін Вільямс). Маленька дочка Річарда назвала його Ендрю. Оскільки робот, створений і куплений як домашній побутовий прилад, запрограмований на виконання невдячної і брудної роботи, поступово починає відчувати емоції і в нього виникають творчі ідеї, родина Мартіна згодом виявляє, що Ендрю — далеко не звичайний робот…

## У ролях
- Робін Вільямс — Ендрю, людина-робот, головний персонаж фільму
- Ембет Девідц — Маленька Міс Аманда Мартін
- Сем Нілл — Річард Мартін, власник робота Ендрю
- Олівер Платт — Руперт Бьорнс
- Кірстен Воррен — Галатея
- Стівен Рут — Денніс Манскі
- Венді Крюсон — Мем Мартін
- Джон Майкл Хігінс — Біл Фінгольд, юрист Мартіна

## Факти про фільм
- Штаб-квартира компанії «NorthAm Robotics» насправді є штаб-квартирою «Oracle Corporation» в США.
- Номер робота Ендрю — NDR-114. Тут можна простежити зв'язок зі Стенлі Кубриком, який неодноразово використовував це число в своїх фільмах (наприклад, «Заводний апельсин» (1971), «Доктор Стрейнджлав, або Як я перестав боятися і полюбив бомбу» (1964)). В оповіданні Азімова робот Ендрю «не пам'ятав» свого номера.
- Три правила, яким підкоряється Ендрю, є «Три закони робототехніки», сформульовані Айзеком Азімовим, і які є дуже популярні в науковій фантастиці.
- Машина, яку водить Ma'am, перш використовувалася у фільмі «Руйнівник» (1993).
- Ім'я «Галатея» для героїні фільму вибрано не випадково. У стародавній міфології Галатея — ожила статуя, виліплена Пігмаліоном.

## Нагороди та номінації
- Фільм був номінований на премію «Оскар» за «Найкращий грим», але нагороду не отримав.
- На «Blockbuster Entertainment Awards» Робін Вільямс та Ембет Девідц удостоїлися номінацій як «Найкращий комедійний актор» і «Найкраща комедійна актриса», але нагороди не отримали.
- На церемонії «Hollywood Makeup Artist and Hair Stylist Guild Awards» фільм здобув нагороду в номінації «Найкращий грим (спецефекти)».
- За роль андроїда Ендрю Робін Вільямс був також номінований на «Kids 'Choice Awards».